# 羅德島州同性婚姻

虹色罗德岛州地图

美國罗德岛州的同性婚姻法案已于2013年8月1日生效，罗德岛州是美国第十四个同性婚姻合法化的州。

## 历史
自2002年，罗德岛州即为未注册的同居同性伴侣提供部分与婚姻相关的权益。比如若伴侣一方为殉职的警察、消防员或相关职业人，其未亡人可以获得死亡补偿。同居伴侣也可在报州税的时候以家庭申报健康保险。同居伴侣的一方有权为逝世的一方操办葬礼。这种状态在罗德岛州采纳民事结合后较少使用。2006年9月，麻萨诸塞州最高法院判决居住在罗德岛州的同性伴侣可以在该州登记。此判决为对1913年法律的回应，该法律规定若登记者申请的婚姻在其居住州不合法，麻萨诸塞州也不能为其登记。但这次判决没有影响罗德岛州的婚姻法。2007年，罗德岛州司法部长帕特里克·林奇建议罗德岛承认在麻萨诸塞州登记的同性婚姻。2007年，罗德岛州最高法院以3－2判决州家庭法庭在处理登记于麻萨诸塞州的同性伴侣的离婚请求时存在不公平。2012年5月14日，州长林肯·夏菲签署法案，承认外州登记的同性婚姻。

## 立法
2011年6月29日，美國羅德島州參議院以21票贊成、16票通過同性戀民事伴侶關係（civil union）法案。7月1日，美國羅德島州同性戀民事伴侶關係（civil union）法案生效。
2013年1月24日，羅德島州眾議院以51票贊成、19票反對的表決結果，通過同性婚姻法案，將移送參議會審議。4月24日，羅德島州參議院以26票贊成、12票反對通過該法案修訂版。4月30日，眾議院司法委員會一致通過了立法。5月2日，眾議院以56票贊成、15票反對，通過立法，州長查菲當天即簽署法案。該法案將於8月1日生效。

## 公众意见
2009年5月，由布朗大学主持的一次独立民意调查显示，罗德岛州60％的居民赞成，31％的居民反对同性婚姻。参与同性婚姻合法化辩论的许多组织也主持了类似的调查，包括罗德岛男女同性恋支持者及辩护者和国家婚姻组织。不同组织在创造问卷和取样时有所不同，这种不同可以在其民调结果中反应出来。在国家婚姻组织的调查结果中，支持同性婚姻的比例总是比其它组织得到的结果低。43％的罗德岛居民为罗马天主教教徒。一项调查显示，63％的天主教徒在同性婚姻不损害教会选择谁可以结婚的权利的前提下支持同性婚姻。2013年1月，公共政治民调显示57％的具有投票权的罗德岛居民支持同性婚姻合法化，36％的投票人反对。如果给出其它的选择，31％的投票人支持民事结合，13％的投票人反对任何形式的同性结合。2013年2月，布朗大学塔曼公共政策中心进行的一项调查显示，60.4％的罗德岛投票人支持同性婚姻，26.1％的人反对。